# Heteroctenus princeps
Espèce
Synonymes
- Centrurus princeps Karsch, 1879
- Rhopalurus princeps (Karsch, 1879)

Heteroctenus princeps est une espèce de scorpions de la famille des Buthidae.

## Distribution
Cette espèce est endémique d'Hispaniola. Elle se rencontre en Haïti et en République dominicaine.

## Description
Les mâles mesurent de 47,27 à 59,90 mm et les femelles 55,21 à 69,19 mm.

## Systématique et taxinomie
Cette espèce a été décrite sous le protonyme Centrurus princeps par Karsch en 1879. Elle est placée dans le genre Rhopalurus par Pocock en 1902 puis dans le genre Heteroctenus par Esposito, Yamaguti, Souza, Pinto da Roacha et Prendini en 2017.

## Étymologie
Son nom d'espèce lui a été donné en référence au lieu de sa découverte, Port-au-Prince.

## Publication originale
- Karsch, 1879 : « Scorpionologische Beiträge. Part II. » Mittheilungen des Münchener Entomologischen Vereins, vol. 3, p. 97-136 (texte intégral).